# Lily Laskine
Lily Laskine   (9è districte de París, 31 d'agost de 1893 - París, 4 de gener de 1988) fou una de les arpistes franceses d'origen rus, una de las més destacades del segle xx.
Neix en una família jueva melòmans i músics. Després d'un assaig sobre el piano, Lily, encara jove, assaja l'arpa sis hores al dia. El 1904 va ingressar al Conservatori de París on va estudiar amb Alphonse Hasselmans i Georges-Eugène Marty. Lily obté els seus primers premis als 11 i als 13 anys.
Durant la Primera Guerra Mundial també estava interessada a cantar, ballar i així com l'harmonia. Als 16 anys, va entrar a l'Opera com a arpista; és la primera dona admesa a l'orquestra. El 1934 es va convertir en arpista solista de l'Orchestre Nacional de França en la seva creació. El 1936 es va casar amb el violinista Roland Charmy (1908-1987). Restà protegida durant la Segona Guerra Mundial al castell de Pastré a Marsella per la comtessa Lily Pastré, com a molts jueus que intentaven abandonar França.
La seva carrera va guanyar impuls a la dècada de 1950 amb la seva col·laboració amb el segell discogràfic Erato, on es va convertir en l'arpista dels registres. Els seus discos van a tot el món i és en companyia del seu amic Jean-Pierre Rampal va gravar el famós Concert per a flauta i arpa de Mozart amb l'orquestra de Jean-François Paillard, clàssics més venuts de la Història fonogràfica francesa. Albert Roussel va escriure per a ella un Impromptu i André Jolivet el seu Concert per a arpa. Altres compositors com Pierre Sancan, Claude Pascal, Georges Migot i Henri Martelli van escriure també per a ella. Va recuperat els concerts de Bochsa, Reinecke o Krumpholtz, obres d'Hasselmans, Nadermann, Gossec i Saint-Saëns.
Paral·lelament a totes aquestes ocupacions, també fou professora d'arpa, sobretot al Conservatori entre 1948 i 1958, i grava música de pel·lícules i discos amb cantants de varietats. També durant més de 30 anys actuà en la "Comédie-Française". Va formar a una generació d'arpistes, com Marielle Nordmann, Denise Mégevand, Lucie Gascon o Annie Challan.
Lily Laskine està enterrada al cementiri parisenc de Saint-Ouen, amb el seu marit i el seu pare.

## Premis i distincions
- Gran Premi Internacional de l'Acadèmia Charles-Cros (1963),
- Gran Premi Nacional de França
- Disc d'or al Japó amb Jean-Pierre Rampal (1966)
- Gran Premi de la pel·lícula musical per a La Leçon de musique (1979)
- Oficial de la Legió d'Honor
- Gran Creu de l'Ordre Nacional del Mèrit
- Comandant de les Arts i les Lletres

## Discografia bàsica
- L'Art de Lily Laskine, 1996 (ASIN B00004UQ9H)
- Concert per a flauta i arpa de Mozart, 2002 (ASIN B000063JA9)
- Melodies japoneses per a flauta i arpa, 1994 (ASIN B0000034O5)

## La posteritat
El concurs internacional de tres anys Lily-Arpa de Lily va ser instituït en el seu honor el 1993. El jurat atorga un gran premi i un premi junior. Es van celebrar cinc edicions fins al 2005.

## Lloc de la dona a l'orquestra
Lily Laskine va ser "substituta titular" durant trenta anys de l'arpa en l'orquestra de l'Opera de París després de substituir els arpistes enviats al front durant la Primera Guerra Mundial, però mai no va ocupar el càrrec. El 1909, però, "en principi" va aprovar la competència que li va permetre assolir l'estat d'enviada d'"addicionals", els quals se'ls demanava, restar pendents de desocupació, per substituir els absents permesos.